# Dirophanes yezoensis
Dirophanes yezoensis är en stekelart som först beskrevs av Tohru Uchida 1926.  Dirophanes yezoensis ingår i släktet Dirophanes och familjen brokparasitsteklar. Inga underarter finns listade i Catalogue of Life.